# Everything Is Everything
| Críticas profissionais                                                      | Críticas profissionais |
| Avaliações da crítica                                                       | Avaliações da crítica  |
| Fonte                                                                       | Avaliação              |
| --------------------------------------------------------------------------- | ---------------------- |
| Allmusic                                                                    | [ 1 ]                  |
| IGN                                                                         | (7.9/10)               |
| Rolling Stone Album Guide                                                   | [ 3 ]                  |
| Esta tabela precisa de ser acompanhada por texto em prosa. Consulte o guia. |                        |

Everything is Everything é o terceiro álbum de estúdio do grupo de hip hop americano Brand Nubian e o segundo lançado pelo trio formado por Sadat X, Lord Jamar e DJ Sincere. O álbum recebeu críticas mistas e vendas medíocres na época do seu lançamento, apesar de ter dois singles populares, "Word Is Bond" e "Hold On". O álbum foi inteiramente produzido por Lord Jamar exceto por "Alladat", que foi produzida por Buckwild, membro do grupo de rap D.I.T.C.

## Track listing
| #  | Título                                                | Produtor(es)                      | Intérprete(s)                                           |
| -- | ----------------------------------------------------- | --------------------------------- | ------------------------------------------------------- |
| 1  | "Word is Bond"                                        | Lord Jamar (co-prod. por) Sadat X | Lord Jamar, Sadat X                                     |
| 2  | "Straight Off Da Head"                                | Lord Jamar                        | Sadat X, Lord Jamar                                     |
| 3  | "Weed vs. Weaves (Interlude)"                         | Lord Jamar (co-prod. por) Sadat X | *Interlude*                                             |
| 4  | "Nubian Jam"                                          | Lord Jamar                        | Lord Jamar, Sadat X, Laura Alfored                      |
| 5  | "Alladat"                                             | Buckwild                          | Sadat X, Busta Rhymes                                   |
| 6  | "Step Into Da Cipher"                                 | Lord Jamar (co-prod. por) Sadat X | Lord Jamar, Sadat X, Serge, Maestro Manny, Snagglepuss, |
| 7  | "Sweatin Bullets"                                     | Lord Jamar                        | Sadat X, Lord Jamar                                     |
| 8  | "Lookin' at God (Interlude)"                          | Lord Jamar (co-prod. por) Sadat X | *Interlude*                                             |
| 9  | "Lick Dem Muthaphuckas (Remix)"                       | Lord Jamar                        | Lord Jamar, Sadat X                                     |
| 10 | "Another Day in the Beast (Thoughts from a Criminal)" | Lord Jamar                        | *Interlude*                                             |
| 11 | "Claimin' I'm a Criminal"                             | Lord Jamar (co-prod. por) Sadat X | Lord Jamar, Sadat X                                     |
| 12 | "Gang Bang"                                           | Lord Jamar (co-prod. por) Sadat X | Sadat X, Lord Jamar                                     |
| 13 | "Down for the Real"                                   | Lord Jamar                        | Lord Jamar, Sadat X                                     |
| 14 | "Return of the Dread"                                 | Lord Jamar                        | Lord Jamar                                              |
| 15 | "What the Fuck..."                                    | Lord Jamar                        | Lord Jamar, Sadat X                                     |
| 16 | "Hold On"                                             | Lord Jamar (co-prod. por) Sadat X | Lord Jamar, Sadat X, Starr                              |

## Samples
- "Word Is Bond"
  - "I'm the One" de Average White Band

- "Weed Vs. Weaves"
  - "Wig Blues" de Lou Donaldson

- "Step Into Da Cipher"
  - "Face It Boy, It's Over" de George Benson
  - "I Got Cha Opin (Remix)" de Black Moon

- "Sweatin' Bullets"
  - "Abdullah & Abraham" de Chico Hamilton

- "Claimin' I'm a Criminal"
  - "I'm Trying to Sing a Message to You" de Luther Ingram
  - "Don't Believe the Hype" de Public Enemy (Vocais de Chuck D)

- "Gang Bang"
  - "Freddie's Dead" de Curtis Mayfield
  - "Run's House" de Run-D.M.C.

- "Down for the Real"
  - Diálogo de Menace II Society

- "Return of the Dread"
  - "Bring It On" de Geto Boys (Vocais de Scarface)

- "What the Fuck"
  - "I Love You for All Seasons" de The Fuzz

- "Hold On"
  - "Holding Back the Years" de Simply Red

## Posições do álbum nas paradas musicais
| Ano  | Álbum                    | Posições do álbum nas paradas | Posições do álbum nas paradas |
| Ano  | Álbum                    | Billboard 200                 | Top R&B/Hip-Hop Albums        |
| ---- | ------------------------ | ----------------------------- | ----------------------------- |
| 1994 | Everything Is Everything | 54                            | 13                            |

## Posições dos singles nas paradas musicais
| Ano  | Canção         | Posições nas paradas musicais | Posições nas paradas musicais    | Posições nas paradas musicais | Posições nas paradas musicais      |
| Ano  | Canção         | Billboard Hot 100             | Hot R&B/Hip-Hop Singles & Tracks | Hot Rap Singles               | Hot Dance Music/Maxi-Singles Sales |
| ---- | -------------- | ----------------------------- | -------------------------------- | ----------------------------- | ---------------------------------- |
| 1994 | "Word Is Bond" | 94                            | 64                               | 11                            | 1                                  |
| 1995 | "Hold On"      | -                             | -                                | 39                            | 27                                 |